# Artère diaphysaire

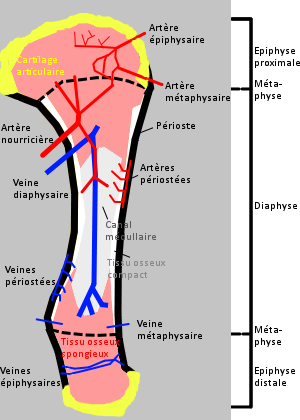
Schéma d'un os long. L'artère nourricière est ici représentée au centre.

L'artère diaphysaire est une artère nourricière, c'est l'artère principale de l'os. Elle vascularise la partie diaphysaire de l'os.

## Localisation
L'artère diaphysaire arrive dans l'os par le foramen nourricier. Elle vascularise le canal médullaire, ainsi que les deux tiers internes de l'os compact. La vascularisation du tiers restant est assurée par les artères périostées.
En longueur, elle vascularise la moelle osseuse jusqu'à la métaphyse.